# Manoir de Thomas Dunot
Le manoir de Thomas Dunot est une demeure du XVIIe siècle qui se dresse sur le territoire de la commune française de Saint-Pierre-sur-Dives dans le département du Calvados, en région Normandie. L'édifice est partiellement inscrit au titre des monuments historiques.

## Localisation
Le manoir est situé sur la commune de Saint-Pierre-sur-Dives, dans le département français du Calvados.

## Historique
Thomas Dunot était l'un des principaux habitants de Saint-Pierre-sur-Dives et possédait le fief d'Harmonville. Vers 1588, le bourg fut enlevé par une troupe de ligueurs commandés par le capitaine d'Aigneau. Thomas Dunot a levé à ses dépens une compagnie pour le service du roi Henri IV avec laquelle il a rompu le parti de ligueurs allant de Lisieux à Falaise et fait plusieurs fois fortifier à ses frais le bourg de Saint-Pierre-sur-Dives. Sa maison fut pillée et Thomas Dunot fait prisonnier.

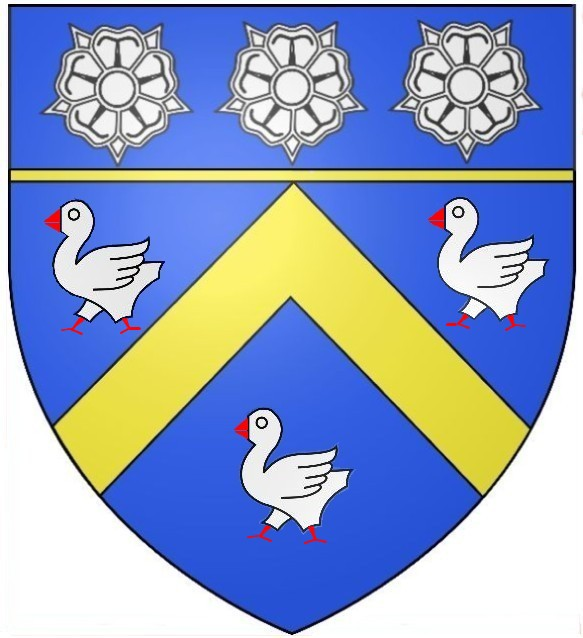
Dunot.

À sa mort en 1609, il laissa ses terres à ses deux fils, Jacques et Nicolas Dunot qui reconstruisirent le manoir en 1618. En considération des services de leur père, Jacques et Nicolas Dunot sont anoblis en 1622. La famille Dunot a fourni de nombreux officiers et un abbé à l'abbaye de Saint-Pierre-sur-Dives. Elle resta propriétaire du manoir jusqu'en 1792 date à laquelle il fut vendu par M. Dunot De Saint-Maclou, Baron de Vieux-Pont-en-Auge à M. De Jarry grand-père de Madame De Lignerolles qui apposa ses armes en façade principale. Les Lignerolles eurent une fille qui épousa M. Goujon de Saint-Thomas. Le dernier du nom légua le domaine à son neveu, M. Potier de Courcy, en 1974.

## Description
Le manoir reconstruit en 1618, montre bien le style du XVIIe siècle. Une de ses cheminées en briques et pierres, ses lucarnes à fronton, sa porte et tout son ensemble caractérisent bien cette époque. Un parc entouré de murs se développe derrière le manoir. Deux portes s'ouvrent dans cette clôture. Un beau colombier cylindrique est compris dans cette enceinte.

## Protection
Les façades et toitures ainsi que le colombier sont inscrits au titre des monuments historiques par arrêté du 11 avril 1973.